# 沃克瓦利 (紐約州)
沃克瓦利（英語：Walker Valley）是位於美國紐約州阿爾斯特縣的普查規定居民點。

## 人口
根據2020年美國人口普查的數據，沃克瓦利的面積為8.41平方千米，當中陸地面積為8.39平方千米，而水域面積為0.02平方千米。當地共有人口1269人，而人口密度為每平方千米150.89人。